# Eclissi solare del 9 maggio 1948
L'eclissi solare del 9 maggio 1948 è un'eclisse solare che ha avuto luogo il suddetto giorno attorno alle ore 02.26 UTC. 
L'eclissi, di tipo anulare, è stata visibile in alcune parti dell'Asia (Birmania, Cina, Giappone, India, Laos, Thailandia e Vietnam) e del Nord America.
L'eclissi, nel suo punto centrale è durata 0,3 secondi.
L'eclissi del 9 maggio 1948 è stata la prima eclissi solare nel 1948 e la 112ª nel XX secolo. La precedente eclissi solare ha avuto luogo il 12 novembre 1947, la seguente è avvenuta il 1 novembre 1948.

## Percorso e visibilità
La superficie oceanica dell'Oceano Indiano nord orientale è stata la prima area ad essere interessata dall'eclissi solare anulare, all'alba locale del 9 maggio. L'eclissi anulare è passata attraverso il Golfo del Bengala meridionale, l'isola indiana di Car Nicobar, il Mare delle Andamane, la penisola dell'Indocina, il Golfo del Tonchino, Cina, Mar Giallo, Penisola coreana meridionale (ora Repubblica di Corea). A sud est del Hamgyŏng Settentrionale, una divisione amministrativa della Corea del Nord, a circa 170 km dal mare del Giappone, l'eclissi ha raggiunto la massima ampiezza nel mare, quindi ha attraversato l'isola giapponese Rebun, l'isola sovietica ora russa nel Pacifico Sakhalin, il mare di Okhotsk, le isole Curili, il mare di Bering al confine con l'alaska, Le Isole Aleutine, l'Alaska. Avendo oltrepassato la Linea internazionale del cambio di data tra le Isole Curili e le Isole Aleutine, l'eclissi si è conclusa nell'Oceano Pacifico nord orientale al tramonto dell'8 maggio.

## Eclissi correlate

### Eclissi solare 1946 - 1949
Questa eclissi è un membro di una serie semestrale. Un'eclissi in una serie semestrale di eclissi solari si ripete approssimativamente ogni 177 giorni e 4 ore (un semestre) a nodi alternati dell'orbita della Luna.

### Ciclo di Saros 137
L'evento fa parte del ciclo di Saros 137, che si ripete ogni 18 anni, 11 giorni, comprendente 70 eventi. La serie è iniziata con un'eclissi solare parziale il 25 maggio 1389. Comprende eclissi totali dal 20 agosto 1533 al 6 dicembre 1695, una prima serie di eclissi ibride dal 17 dicembre 1713 all'11 febbraio 1804, una prima serie di eclissi anulari da 21 febbraio 1822 al 25 marzo 1876, una seconda serie di eclissi ibride dal 6 aprile 1894 al 28 aprile 1930 e una seconda serie di eclissi anulari dal 9 maggio 1948 al 13 aprile 2507. La serie termina al membro 70 con un'eclissi parziale il 28 giugno 2633. La durata più lunga di una eclissi totale nella serie è stata di 2 minuti e 55 secondi il 10 settembre 1569. 

## Osservazioni a fini scientifici
L'eclissi è stata oggetto di attenzione di diversi enti e gruppi di ricerca, tra cui il China Academia Sinica Institute of Astronomy, ora Osservatorio della Montagna Purpurea, il National Central University di Nanchino, il Ministero della Difesa Nazionale della Repubblica Cinese. Il National Geographic Society ha inviato alcune squadre di osservazione tra Birmania, Siam e Cina, utilizzando anche un bombardiere Boeing B-29 Superfortress per osservare dall'alto l'eclissi sulla piccola isola di Shemya, effettuando osservazioni di qualità senza precedenti. Sfortunatamente le condizioni meteorologiche, quali la stagione delle piogge, hanno condizionato le osservazioni a molti gruppi di studio.

## Eventi storici correlati all'eclissi
A causa di questa eclissi, l'elezione dei membri costituenti della Repubblica di Corea è stata rinviata di un giorno.